# Saint-Paul-en-Born
 Saint-Paul-en-Born  (en occitano Sent Pau de Bòrn) es una población y comuna francesa, situada en la región de Aquitania, departamento de Landas, en el distrito de Mont-de-Marsan y cantón de Mimizan.

## Demografía
| 455 | 433 | 477 | 460 | 597 | 602 |
| Para los censos de 1962 a 1999 la población legal corresponde a la población sin duplicidades (Fuente: INSEE [Consultar]) |     |     |     |     |     |